# Xã Imlay, Michigan
Xã Imlay (tiếng Anh: Imlay Township) là một xã thuộc quận Lapeer, tiểu bang Michigan, Hoa Kỳ. Năm 2010, dân số của xã này là 3.128 người.